# Марко Ливая
Марко Ливая (на хърватски: Marko Livaja) е хърватски футболист, роден на 26 август 1993 в Сплит, нападател, Състезател на хърватския Хайдук (Сплит) и националния отбор на Хърватия. Участник на Мондиал 2022.

## Отличия

### АЕК (Атина)
- Шампион на Гърция (1): 2017/18

### Хайдук (Сплит)
- Носител на Купата на Хърватия (1): 2021/22